# Општина Покола (Бихор)
Покола (рум. Pocola) општина је у Румунији у округу Бихор.
Општина се налази на надморској висини од 168 m.